# Malyj Irgiz
Il Malyj Irgiz (in russo Малый Иргиз?, Piccolo Irgiz) è un fiume della Russia europea sud-orientale, affluente di sinistra del Volga. Scorre nelle oblast' di Samara e Saratov.
Nasce sulle pendici occidentali dell'altopiano Kamennyj Syrt e scorre nella pianura stepposa semiarida della riva sinistra del basso Volga, con direzione mediamente occidentale; sfocia nel Volga a 1 150 km dalla foce in corrispondenza del bacino di Saratov. Il fiume, dal momento che attraversa zone aride, ha un regime peculiare; gelato nei mesi invernali (in media, da dicembre a fine marzo-metà aprile), vede una certa portata d'acqua solo in primavera, seguita da magre molto accentuate d'estate (nell'alto e medio corso, a monte del villaggio di Seleznicha, il fiume secca completamente in un anno normale). In media, si hanno circa 300 giorni l'anno senza una portata d'acqua superficiale.
Il Malyj Irgiz tocca il villaggio di Ivanteevka, capoluogo dell'Ivanteevskij rajon.